# خورخه پرز (بازیکن فوتبال)
خورخه پرز (انگلیسی: Jorge Pérez؛ زادهٔ ۲۴ اکتبر ۱۹۷۵) بازیکن فوتبال اهل اسپانیا است.
از باشگاه‌هایی که در آن بازی کرده‌است می‌توان به باشگاه فوتبال اتلتیک بیلبائو اشاره کرد.